# Кучерла (село)
Кучерла́ — село в Туркменском районе (муниципальном округе) Ставропольского края России.
До 16 марта 2020 года являлось административным центром Кучерлинского сельсовета.

## География
Расстояние до краевого центра: 139 км.
Расстояние до районного центра: 20 км.

## История
В 1863-1864 годах образовались аулы: Кучерли, население которого составили казылары и туркмены; Куликовы-Копани по балке Янгуй, его жителями были туркмены-човдыры; Малый Барханчак, основанный казанскими и астраханскими татарами.
Уже в 1868 г. в ауле проживало 607 чел (основное население были туркмены и кызылары — дети смешанных браков туркмен и калмыков), а к началу XX в. действовали мечеть, 2 школы — национальная и Министерства народного просвещения, бакалейная и мануфактурная лавки. Работали кузнец, плотник, 2 сапожника. Грамотность населения оставалась низкой, лишь немногим более четверти жителей умели читать и писать.
В 1924 г во время нового районирования был образован Кучерлинский сельский Совет. Происходили изменения в этническом составе населения: туркмены и казылары ушли в село Куликовы Копани и аул Шарахалсун, на смену им переселялись русские семьи.
В ауле имелись начальная мельница, 7 общественных колодцев. На подворьях содержалось 112 лошадей, 752 голов крупного рогатого скота, 990 овец. Из сельхозинвентаря насчитывалось 56 плугов, 66 борон, 18 сеялок, 50 жаток.
В начале 30-х годов в Кучерле был организован колхоз им. Сталина.
Великая Отечественная война
В годы Великой Отечественной войны на фронте погибло 230 односельчан. Многие Фронтовики удостоены боевых наград: Б. П. Котлярову вручены два ордена Отечественной войны, Ф. И. Алтухову — ордена Отечественной войны 1-й степени, Красной Звезды, Славы 3-й степени, медалями, М Т Размысловой — орден Отечественной войны 2-й степени и медаль «За боевые заслуги».
Послевоенные годы
В послевоенные годы жители Кучерлы прошли через многие трудности, связанные с восстановлением хозяйства. В 1953 г. сельские Советы Кучерлинский, Шарахалсунский и Эдельбайский были объединены в Кучерлинский. В 1957 году колхоз им. Сталина реорганизован в совхоз «Кучерлинский».
В последующие годы проведены работы по радиофикации, электрификации, водоснабжению села. Были построены детский комбинат, столовая пекарня магазины, больница, поликлиника. Семилетняя школа преобразована в среднюю, для неё возведено трехэтажное здание.
В 1992 г совхоз «Кучерлинский» реорганизован в СПК «Кучерлинский».

## Население
| 1872 | 1896  | 1900  | 1902  | 1903  | 1907  | 1925 |
| ---- | ----- | ----- | ----- | ----- | ----- | ---- |
| 638  | ↘379  | ↘320  | ↗529  | ↘526  | ↘358  | ↗535 |
| 1926 | 1989  | 2002  | 2010  | 2014  | 2021  |      |
| ↗596 | ↗1511 | ↘1472 | ↘1374 | ↗1400 | ↘1174 |      |

По данным переписи 2002 года, 85 % населения — русские.

## Инфраструктура
- Центр культуры и досуга[15]
- Больница
- Парк
- Стадион

## Образование
- Детский сад № 12[16]
- Средняя общеобразовательная школа № 9[17]

## СМИ
- Пункт вещания Цифрового эфирного телевидения[18]. В июне 2013 года начато тестовое вещание[19]

## Памятники
- Могила неизвестного советского солдата, погибшего при освобождении села от фашистских захватчиков. 1943, 1969 года[20]